# Barruelo del Valle
Barruelo del Valle är en kommun i Spanien.   Den ligger i provinsen Provincia de Valladolid och regionen Kastilien och Leon, i den centrala delen av landet, 180 km nordväst om huvudstaden Madrid. Arean är 12,0 kvadratkilometer.
Terrängen i Barruelo del Valle är platt.